# Joseph Lee (Fußballspieler, 2002)
Joseph Lee (* 12. Juli 2002) ist ein neuseeländischer Fußballspieler koreanischer Abstammung.

## Karriere

### Klub
Von Wellington United kommend, wurde er im Sommer 2019 Teil der Reserve-Mannschaft von Wellington Phoenix. Für diese debütierte er in der Premiership am 10. November 2019 bei einer 3:4-Niederlage gegen Hawke’s Bay United, wo er in der Startelf stand und zur 62. Minute für Stephen Sprowson ausgewechselt wurde. Danach kam er in der laufenden Saison 2019/20 nur noch auf zwei Kurzeinsätze und blieb in der darauffolgenden Spielzeit gänzlich ohne Einsatz.
Seine Zeit bei Phoenix endete im März 2021 und er zog, passend zum Start der Saison 2021 der neuen National League, weiter zum North Shore United AFC. Hier war er nun Stammspieler, wurde in allen stattfindenden Partien eingesetzt und kam auf 10 Saisontreffer.
Dies brachte ihn zur Saison 2022 zum Rekordmeister Auckland City FC, bei welchem er bis heute aktiv ist. Hier debütierte er in der OFC Champions League, wurde bei Spielen in der Klub-Weltmeisterschaft eingesetzt und war auch beim Interkontinental-Pokal dabei. Insgesamt gewann er mit seinem Team bislang zwei Mal die Meisterschaft und drei Mal die Champions League.

### Nationalmannschaft
Mit der der neuseeländischen U16 nahm er an der Ozeanienmeisterschaft 2018 teil und kam bei dem Titelgewinn in vier von fünf möglichen Partien, inklusive des Finalspiels, zum Einsatz. Nach ersten Freundschaftsspieleinsätzen im März 2023 gehörte er dann auch zum Kader beim olympischen Qualifikationsturnier für das Turnier der Spiele 2024, wo er im August 2023 zu drei Einsätzen kam. Für den Kader bei den Spielen wurde er jedoch nicht nominiert.